# Baryscapus bewicki
Baryscapus bewicki är en stekelart som först beskrevs av Girault 1917.  Baryscapus bewicki ingår i släktet Baryscapus och familjen finglanssteklar. Inga underarter finns listade.